# 반야월 (작사가)
반야월(半夜月, 1917년 8월 1일 ~ 2012년 3월 26일)은 일제강점기와 대한민국의 대중가요 작사가이며 가수이다. 가수로 활동하던 때에는 진방남(秦芳男)이라는 예명을 사용했다.

## 생애
출생지는 경상남도 마산이며, 본명은 박창오(朴昌吾), 본관은 밀양이다. 추미림(秋美林), 박남포(朴南蒲), 남궁려(南宮麗), 금동선(琴桐線), 허구(許久), 고향초(高香草), 옥단춘(玉丹春), 백구몽(白鷗夢) 등의 여러 예명도 사용했다.
경상남도 마산시 합포구에서 태어났고 고등학교를 다니던 중 집안 형편이 어려워져 충북 청주에서 양복집을 하던 숙부를 찾아가 양복일을 배웠다. 청주 일대에서 ‘노래하는 양복쟁이’로 통하다 청주 지역 콩쿠르를 휩쓸고 조선일보와 태평레코드가 주최하는 전국 콩쿠르대회에서 우승하며 가수로 데뷔했다. 진방남이라는 예명으로 발표한 〈불효자는 웁니다〉, 〈꽃마차〉 등이 대표작이다. 이후 남대문악극단을 조직해 《산홍아 너만 가고》, 《마도로스 박》 등의 악극을 제작했고, 방송극도 집필하는 등 다양한 활동을 했다.
특히 작곡가 박시춘, 가수 이난영과 더불어 '한국 가요계의 3대 보물'이라고 일컬어질 정도로 대중의 사랑을 받은 노랫말을 많이 작사했다. 〈넋두리 20년〉을 시작으로 자신이 불러 히트한 〈꽃마차〉, 그리고 〈단장의 미아리고개〉, 〈유정천리〉 , 〈울고 넘는 박달재〉 , 〈만리포 사랑〉, 〈벽오동 심은 뜻은〉, 〈비 내리는 삼랑진〉, 〈아빠의 청춘〉, 〈무너진 사랑탑〉, 〈산장의 여인〉,〈산유화〉, 〈외나무다리〉, 〈소양강처녀〉 등이 잘 알려진 곡이나, 작사한 노래만 수천 편이 넘는다. <소양강처녀>를 부른 가수는 김태희이며 작곡자는 이호이다.
1956년 대한레코드작가협회, 1964년 한국음악저작권협회, 1974년 한국가요반세기작가동지회 등의 설립에 적극적으로 참여했다. 1966년 국제가요대상 작사상, 1967년 공보부장관 감사상을 받았고, 1991년에는 문화훈장 국민장을 서훈 받았다.
한국 역사상 가장 많은 노래를 작사하고 가장 많은 히트곡을 낸 작사가이면서 가장 많은 노래비를 보유한 작사가로도 알려져 있다. 내 고향 마산항, 단장의 미아리고개, 울고 넘는 박달재, 만리포 사랑, 두메산골, 소양강처녀, 삼천포아가씨 등의 노래비가 전국 곡곡에 세워져 있다. 고향 마산에서는 반야월 가요제도 열려 왔다.
일제 강점기 말기에 가수로 〈소년초〉, 〈조국의 아들〉 등을 불렀으며 〈결전 태평양〉, 〈일억 총 진군〉와 같은 군국가요 작사에 참여한 경력 이 있어, 2008년에 민족문제연구소가 공개한 민족문제연구소의 친일인명사전 수록예정자 명단의 음악 부문에 포함되었다. 이에 대해 그는 2010년 6월 친일행적에 대해 사과를 했다. 그는 "무슨 말을 해도 핑계다. 있었던 일은 인정해야 한다"고 밝혔다. 2012년 3월 26일, 노환으로 별세했다. 향년 96세.

## 참고자료
- 강옥희, 이영미, 이순진, 이승희 (2006년 12월 15일). 《식민지시대 대중예술인 사전》. 서울: 소도. 141~143쪽쪽. ISBN 978-89-90626-26-4.
- 조병도 (1999년 10월 1일). “(인물탐구) 最多 작사가 半夜月(가수로는 泰芳男)의 가요 60년”. 월간조선. 2008년 4월 28일에 확인함.
- 김문 (2007년 4월 9일). “(김문기자가 만난사람) 70년간 가사 5000곡 쓴 한국가요계 거목 반야월씨”. 서울신문. 2008년 4월 28일에 확인함.